# Kilcock
Kilcock is een plaats in het Ierse graafschap County Kildare. De plaats telt 2.740 inwoners.